# Kazimierz Zwierz
Kazimierz Zwierz (falecido em 1682) foi um prelado católico romano que serviu como bispo auxiliar de Lutsk de 1664 a 1682.

## Biografia
No dia 10 de Novembro de 1664, Kazimierz Zwierz foi nomeado durante o papado de Alexandre VII como Bispo Auxiliar de Lutsk e Bispo Titular de Orthosias na Caria. Em 1665 foi consagrado bispo. Serviu como Bispo Auxiliar de Lutsk até à sua morte, em 1682.